# Locking Horns
Locking Horns è un album di Joe Newman e Zoot Sims, pubblicato dalla Rama Records nel 1957 (e ripubblicato anche nel 1958 dalla Roulette Records, R-52009 in mono e stereo). Il disco fu registrato il 10 aprile del 1957 a New York City, New York (Stati Uniti).

## Tracce
Lato A
1. Corky – 4:45 (Joe Newman)
2. Mambo for Joe – 3:50 (Johnny Acea)
3. Wolafunt's Lament – 3:45 (Bill Graham)
4. Midnite Fantasy – 3:16 (Johnny Acea)
5. 'Tater Pie – 3:35 (Johnny Acea)

Lato B
1. Oh Shay – 3:50 (Johnny Acea)
2. Bassing Around – 3:49 (Osie Johnson)
3. Oh Joe – 4:30 (Joe Newman)
4. Susette – 4:00 (Johnny Acea)
5. Similiar Souls – 6:18 (Osie Johnson)

## Musicisti
- Joe Newman - tromba
- Zoot Sims - sassofono tenore
- John Adrian Acea - pianoforte
- Oscar Pettiford - contrabbasso
- Osie Johnson - batteria[1][4]